# Loderhof (Maisach)
Loderhof ist ein Ortsteil der oberbayerischen Gemeinde Maisach im Landkreis Fürstenfeldbruck. 

## Lage
Die aus einem Bauernhof bestehende Einöde liegt circa vier Kilometer nordöstlich von Maisach. 

## Geschichte
Erstmals erwähnt wurde der Hof 1298 unter dem Namen Eyresloch. 1402 kam der Hof in den Besitz des Klosters Fürstenfeld. Nach dem Bauern Hanns Loter, der ihn 1468 bewirtschaftete, erhielt der Hof seinen heutigen Namen. Auch für 1547 ist noch ein Martein Lotter als Bauer verzeichnet. Infolge der Verwüstungen des Dreißigjährigen Kriegs fiel der Loderhof wie auch der etwa dreihundert Meter westlich liegende Pöcklhof wüst und war um 1648 nicht mehr bewirtschaftet, wurde aber bald wieder besiedelt. 1704 ist der Loderhof als „ein Ainödt-Paur“ verzeichnet.

## Gemeindezugehörigkeit
Am 1. Mai 1978 kam Loderhof als Ortsteil der bis dahin selbstständigen Gemeinde Überacker zu Maisach.